# 2024年夏季奥林匹克运动会列支敦士登代表团
2024年夏季奥林匹克运动会列支敦士登代表团是列支敦士登所派出的第33届夏季奥林匹克运动会代表团。这是该国第十九次参加夏季奥运。
2023年，列支敦士登奥林匹克委员会启动一项就业计划，为该国六名顶尖运动员提供薪资、社会及财务保障，以便他们能够集中精力训练。这六名运动员当中，两人从事夏季奥运项目，分别是山地自行车运动员羅馬諾·普恩特納和网球运动员卡辛卡·冯·戴希曼。
2024年1月，列支敦士登奥林匹克委员会向国际奥林匹克委员会提交巴黎奥运的外卡选手提名名单，为普恩特納和冯·戴希曼两人争取外卡资格。最终仅普恩特納成功获得外卡名额，冯·戴希曼则未能获得邀请参赛。至此列支敦士登代表团仅有一名运动员参赛，与伯利兹、瑙鲁和索马里并列成为该届奥运运动员人数最少的代表团。代表团团长由Mathias Briker担任。另外，该国首相丹尼尔·里施和外交、教育及体育部长多米尼克·哈斯勒也随团前往巴黎出席奥运。
列支敦士登在奥运开幕式中被排在第107位，与立陶宛共乘同一艘船进场，普恩特納作为队伍唯一的运动员担任开幕式旗手。普恩特納的比赛于7月29日进行，最终他在36名选手当中以第28名完赛。结束比赛任务后，他先在巴黎停留两天，之后便前往瑞士圣莫里茨训练。代表团也并未出席闭幕式，由巴黎奥组委志愿者代为担任旗手。

## 自行车

### 山地赛
列支敦士登在奥运山地自行车项目上获分配到一个男子外卡名额。这也是该国32年来首次参加奥运自行车项目。
| 运动员          | 项目       | 时间    | 排名 |
| --------------- | ---------- | ------- | ---- |
| 羅馬諾·普恩特納 | 男子越野赛 | 1:34:33 | 28   |